# Merikare
Merikare (Meri-ka-Re) war ein altägyptischer König (Pharao) der 10. Dynastie (Erste Zwischenzeit).

## Herrschaft
Der Thronname ist im Königspapyrus Turin nur bruchstückhaft erhalten und der Eigenname fehlt völlig. Bekannt ist der König durch Texte zur Traumdeutung und die „Lehre für Merikare“, in der sein Vater Jürgen von Beckerath zufolge das Ostdelta eroberte und besiedelte.
Gefunden wurden auch Gefäßdeckel und eine Schreiberpalette mit seinem Namen. Seine Pyramide lag vermutlich in Sakkara, ist jedoch archäologisch nicht mehr nachweisbar. Sein Totenkult ist aber anhand von Titeln bei Beamten, die an seiner Pyramide arbeiteten, gut belegt und scheint bis in das Mittlere Reich fortbestanden zu haben. Die Pyramide selbst ist aber unbekannt. Zeitgenossen sind nach Farouk Gomaá Antef II. und Antef III., somit gehört dieser Herrscher an das Ende der 10. Dynastie.